# Піровано Альберто
Альберто Піровано (італ. Alberto Pirovano;нар. 7 березня 1884, Вапріо-д'Адда — пом. 23 лютого 1973, Рим) — італійський селекціонер, вчений в галузі генетики винограду, плодоовочевих і декоративних культур. Професор, член Італійської академії сільського господарства з 1932 року, Італійської академії винограду і вина з 1949 року.

## Біографія
Народився 7 березня 1884 року в Вапріо-д'Адда (провінція Мілан, Ломбардія, Королівство Італія). У 1925—1959 роках — директор Римського інституту плодівництва і електрогенетики.
Помер в Римі 23 лютого 1973 року.

## Наукова діяльність
Ініціатор використання мутаційної дії електричних полів в селекції сільськогосподарських культур. Вченим проведені дослідження з покращення столових сортів винограду, вивчені питання агротехніки, вибору кращих форм, підщеп, захисту винограду від хвороб і шкідників. Автор низки столових сортів винограду, з яких найбільш розповсюджені Італія, Мускат д'Адда, Деліція ді Вапріо, Марія Піровано (безнасінний сорт). Автор понад 300 наукових робіт, зокрема:
- Elettrogenetica. — Roma, 1957.